# Cobra et après
Cobra et après er en dansk dokumentarfilm fra 1975 med instruktion og manuskript af Ole Roos.

## Handling
Hvad var COBRA? En gruppe eller en sammenslutning af kunstnere, eller som den belgiske digter, Christian Dotremont sagde, "en relativt organiseret bevægelse". Dotremont er hovedfiguren i denne beretning om Co(penhagen)Br(uxelles)A(msterdam), som bl.a. omfattede Asger Jorn, Karel Appel, Constant (Constant Nieuwenhuys), Corneille (Guillaume Cornelis van Beverloo), Pierre Alechinsky, Egill Jacobsen og Henry Heerup.